# Seasoned Players
Seasoned Players è una serie di film pornografici prodotta e diretta da Tom Byron. La serie è nata nel 2007 ed è incentrata sul genere MILF.
La serie comprende 17 titoli ufficiali, più un'uscita speciale (Seasoned Players Meets Asseaters Unanimous) e due compilation (Best of Seasoned Players). Nel 2009 Byron diede vita allo spin-off Unseasoned Players.

## Elenco dei film
- Seasoned Players 1 (2007): Angelica Sin, Cheyenne Hunter, Kendra Secrets, Lisa Sparxxx, Veronica Rayne, Tom Byron
- Seasoned Players 2 (2007): Friday, Kristine Madison, Monique, Nina Hartley, Sara Jay, Tom Byron
- Seasoned Players 3 (2008): Carolyn Reese, Darryl Hanah, Demi Delia, Mae Victoria, Shannon Kelly, Christian XXX, Tom Byron
- Seasoned Players 4 (2008): Amber Lynn, Ginger Lynn, Keisha, Kylie Ireland, Lisa Ann, Tom Byron
- Seasoned Players 5 (2008): Brenda James, Kayla Quinn, Midori, Olivia O'Lovely, Victoria Valentino, Tom Byron
- Seasoned Players 6 (2008): Brittany O'Connell, Julia Ann, Rachel Love, Shayla LaVeaux, Stephanie Swift, Tom Byron
- Seasoned Players 7 (2008): Davia Ardell, Kayla Synz, Melissa Monet, Raquel Devine, Teri Weigel, Tom Byron
- Seasoned Players 8 (2009): Devon Lee, Janet Mason, Kelly Nichols, Lola, Vannah Sterling, Tom Byron
- Seasoned Players 9 (2009): Brandi Love, Chloe, Mika Tan, Monique Fuentes, Sheila Marie, Tom Byron
- Seasoned Players 10 (2009): Kelly Leigh, Maria Bellucci, Payton Leigh, Syren De Mer, Tabitha Stevens, Sean Michaels, Tom Byron
- Seasoned Players Meets Asseaters Unanimous (2009): Adriana Deville, Gina Rome, Hunter Bryce, Raylene, Tanya Tate, Christian XXX, Sean Michaels, Tom Byron
- Seasoned Players 11 (2009): Alana Evans, Jada Fire, Lisa Ann, Monique, Zoey Holloway, Deep Threat, Sean Michaels, Tee Reel, Tom Byron
- Best of Seasoned Players (2009; compilation): Nina Hartley, Amber Lynn, Lisa Ann, Ginger Lynn, Shayla LaVeaux, Brittany O'Connell, Teri Weigel, Kelly Nichols, Tom Byron
- Seasoned Players 12 (2010): Ariella Ferrera, Aurora Snow, Mellanie Monroe, Nina Hartley, Persia Pele, Justice Young, Sean Michaels, Tom Byron, Tommy Gunn
- Seasoned Players 13 (2010): Dyanna Lauren, Gabby Quinteros, Kaylynn, Nicki Hunter, Sexy Suz, Christian XXX, Nick Manning, Sean Michaels, Tom Byron
- Seasoned Players 14 (2010): Carolyn Reese, Diana Prince, J.R. Carrington, Jewels Jade, Rebecca Bardoux, Christian XXX, Rocco Reed, Tom Byron
- Seasoned Players 15 (2011): Alana Evans, Inari Vachs, RayVeness, Shay Fox, Zoey Holloway, Christian XXX, Mark Zane, Tom Byron
- Seasoned Players 16 (2011): Brenda James, India Summer, Mandy Sweet, Morgan Ray, Nikki Charm, Rachel Love, Christian XXX, Tom Byron
- Seasoned Players 17 (2012): Alexandra Silk, Cytherea, Katja Kassin, Veronica Avluv, Billy Glide, Jerry, Ralph Long, Tommy Pistol
- Best of Seasoned Players 2 (2012; compilation): Chloe, Devon Lee, Dyanna Lauren, Inari Vachs, Raquel Devine, Rebecca Bardoux, Stephanie Swift, Tabitha Stevens, Nick Manning, Rocco Reed, Tom Byron

## Riconoscimenti

### AVN Awards
- Best MILF Series: 2009[1], 2010[2], 2011[3], 2012[4]
- Best MILF Release: 2012 (Seasoned Players 16)[4]
- Best Squirting Release: 2013 (Seasoned Players 17: The Squirting Edition)[5]

### XRCO Award
- Best Gonzo Series: 2010[6]

### XBIZ Award
- All-Sex Series of the Year: 2012[7]